# Кромуэлл, Сеймор
Сеймор Легранд «Сай» Кромуэлл II (англ. Seymour Legrand "Sy" Cromwell II; 17 февраля 1934, Нью-Йорк, Нью-Йорк — 2 мая 1977, Кембридж, Массачусетс) — американский гребец, выступавший за сборную США по академической гребле в 1960-х годах. Серебряный призёр летних Олимпийских игр в Токио, обладатель серебряных и бронзовых медалей чемпионатов мира и Европы, чемпион Панамериканских игр, победитель и призёр многих регат национального значения.

## Биография
Сеймор Кромуэлл родился 17 февраля 1934 года в Нью-Йорке, США.
Занимался академической греблей во время учёбы в Принстонском университете, который окончил в 1956 году. Позже учился в Массачусетском технологическом институте и Гарвардском университете. Проходил подготовку в лодочном клубе в Нью-Рошелле.
Первого серьёзного успеха на взрослом международном уровне добился в сезоне 1961 года, когда вошёл в основной состав американской национальной сборной и побывал на чемпионате Европы в Праге, откуда привёз награду бронзового достоинства, выигранную в зачёте парных одиночек.
В 1962 году в одиночках взял бронзу на чемпионате мира в Люцерне.
На европейском первенстве 1963 года в Копенгагене стал серебряным призёром в парных двойках, тогда как на Панамериканских играх в Сан-Паулу обошёл всех своих соперников в одиночках и получил золото.
Благодаря череде удачных выступлений удостоился права защищать честь страны на летних Олимпийских играх 1964 года в Токио. В программе парных двоек вместе с напарником Джеймсом Стормом пришёл к финишу вторым позади экипажа из Советского Союза — тем самым завоевал серебряную олимпийскую медаль.
После токийской Олимпиады Кромуэлл остался в составе гребной команды США и продолжил принимать участие в крупнейших международных регатах. Так, в 1966 году он выступил в парных двойках на чемпионате мира в Бледе и выиграл в данной дисциплине серебряную медаль.
Пытался пройти отбор на Олимпийские игры 1976 года в Монреале, но на отборочных соревнованиях финишировал лишь третьим.
Помимо занятий спортом некоторое время работал корабельным инженером, затем проявил себя как преподаватель.
Умер от рака поджелудочной железы 2 мая 1977 года в Кембридже в возрасте 43 лет.